# Charles Ghankay Taylor
Charles Ghankay Taylor (Arthington, comtat de Montserrado, 28 de gener de 1948) fou el 22è president de Libèria des del 2 d'agost de 1997 fins a la seva dimissió l'11 d'agost del 2003. Taylor rebé educació universitària als Estats Units tornant a Libèria per treballar en el govern de Samuel Doe d'on four retirat per malversació de fons, amb el temps va arribar a la Líbia de Gaddafi, on va ser entrenat com a guerriller. Tornà a Libèria el 1989 com a cap d'un grup de la resistència amb suport del govern libi, el Front Patriòtic Nacional de Libèria (National Patriotic Front of Liberia, NPFL), per derrocar el règim de Doe, que inicià la Primera Guerra Civil Liberiana (1989-1996). Després de l'execució de Doe, Taylor prengué el control de gran part del país i es va convertir en un dels més destacats senyors de la guerra a l'Àfrica.
Arran d'un acord de pau que finalitzà la guerra, Taylor obligà a la població a elegir-lo president en les eleccions generals de 1997. Durant el seu mandat, Taylor va ser acusat de crims de guerra i crims contra la humanitat com a resultat de la seva participació en la guerra civil a Sierra Leone (1991-2002). En el pla intern, l'oposició al seu règim s'incrementà culminant amb l'esclat de la Segona Guerra Civil Liberiana (1999-2003). L'any 2003, ja havia perdut el control de gran part del camp i va ser acusat formalment pel Tribunal Especial per a Sierra Leone. Aquest any, ell va dimitir com a conseqüència de la creixent pressió internacional i va anar a l'exili a Nigèria. El 2006, el recentment elegit president Ellen Johnson Sirleaf va sol·licitar formalment la seva extradició, després de la qual cosa va ser detingut per les autoritats de l'ONU a Sierra Leone i després a la institució penitenciaria Haaglanden al barri de Belgisch Park a la Haia, en espera de judici. Va ser declarat culpable a l'abril de 2012 de les onze comissions cobrades pel Tribunal Especial, incloent-hi el terror, l'assassinat i violació. Al maig de 2012, Taylor va ser condemnat a 50 anys de presó. La lectura de la declaració de la sentència, el jutge president Richard Lussick va dir: "L'acusat ha estat trobat responsable de complicitat, així com de planificació d'alguns dels crims més atroços i brutals registrats en la història humana" El personatge d'Andre Baptiste, Sr. de la pel·lícula de 2005 El senyor de la guerra (Lord of War) està parcialment basat en la figura de Taylor.

## Família
Taylor va néixer a Arthington, un poble prop de Monròvia, Libèria, el 28 de gener de 1948; fill de Nelson i Bernice Taylor. Prengué el nom Ghankay més tard, possiblement per tal de guanyar el favor i simpatia dels pobles indígenes. La seva mare era membre de l'ètnia gola. D'acord amb la majoria dels informes, el seu pare treballava com a professor, parcer, advocat i jutge de llinatge americoliberià.
El 1997, Taylor es va casar amb Jewel Taylor, amb qui té un fill. Ella va sol·licitar el divorci el 2005, al·legant l'exili del seu marit a Nigèria i la dificultat de visitar a causa d'una prohibició de viatges de les Nacions Unides sobre ella. El divorci va ser concedit el 2006. Jewel Taylor actualment exerceix com a senadora a Libèria pel comtat de Bong.
Phillip Taylor, fill de Taylor amb Jewel, va romandre a Libèria després de l'extradició del seu pare al TESL. Va ser arrestat per oficials de la policia de Libèria el 5 de març de 2011 i acusat d'intent d'assassinat en connexió amb un assalt al fill d'un oficial d'immigració que havia assistit a l'extradició de Charles Taylor;; la mare de la víctima afirmà que Phillip Taylor havia jurat venjança contra el funcionari d'immigració. Va ser detingut a Buchanan en el comtat de Grand Bassa, pel que sembla en intentar travessar la frontera amb Costa d'Ivori.
Taylor té un altre fill, un ciutadà nord-americà anomenat Charles McArther Emmanuel, nascut a la seva xicota de la universitat. Emmanuel va ser arrestat el 2006 després d'entrar als Estats Units i va ser acusat de tres càrrecs, incloent la participació en la tortura durant el seu servei a la Unitat Antiterrorista de Libèria durant la presidència del seu pare. La llei que va processar Taylor es va posar en marxa el 1994, abans de "lliuraments extraordinaris" en un intent d'impedir als ciutadans nord-americans de cometre actes de tortura a l'estranger. Fins a la data, aquest és l'únic cas jutjat. A l'octubre de 2008, Emmanuel va ser condemnat en tots els tres càrrecs i sentenciat a 97 anys de presó.

## Govern, empresonament i fugida
El 1977, Taylor assolí un grau en Bentley College a Waltham (Massachusetts).
Taylor va donar suport al cop d'estat del 12 d'abril de 1980 dirigit per Samuel Doe, i presencià l'assassinat del president William Richard Tolbert, Jr. i la presa del poder per Doe. Taylor va ser nomenat per al càrrec de director general de l'Agència de Serveis Generals (General Services Agency, GSA), una posició que el va deixar a càrrec de la compra pel govern de Libèria. No obstant això, fou retirat d'aquest càrrec el maig 1983 per malversació de gairebé un milió de dòlars i l'enviament dels fons a un compte bancari nord-americà.
Taylor va fugir als Estats Units, però va ser detingut el 21 de maig de 1984 per dos marshals a Somerville (Massachusetts), per una ordre d'extradició per a afrontar càrrecs de malversació d'un milió de dòlars de fons del govern quan era cap del GSA. Taylor recorregué l'extradició des de la seguretat de la presó amb l'ajuda d'un equip d'advocats liderat per l'antic Fiscal General dels Estats Units Ramsey Clark. Els principals arguments dels advocats dels Estats Units abans de magistrat de districte Robert J. DeGiacomo declararen que els seus suposats actes d'infracció de la llei a Libèria eren polítics i no de naturalesa criminal i que el tractat d'extradició entre les dues repúbliques havia caducat; en resposta, el fiscal federal adjunt Richard G. Stearns va argumentar que Libèria desitjava jutjar a Taylor per la malversació, en comptes de delictes polítics, i que les decisions polítiques internacionals que podrien albergar fins al judici només podrien ser realitzada pel Departament d'Estat dels Estats Units. Els arguments de Stearns foren reforçats pel ministre de Justícia de Libèria a Jenkins Scott, que va viatjar als Estats Units per ser present en el procés. A l'espera de la conclusió de l'audiència d'extradició, Taylor va ser detingut al House of Corrections del comtat de Plymouth (Massachusetts).
El 15 de setembre de 1985, Taylor i quatre reclusos van fugir de la presó. Dos dies més tard, The Boston Globe informà que serraren un barrot que cobria una finestra en una habitació compartida, baixant 6,1 m amb llençols lligats fugint a un bosc proper per escalar una tanca.
Al juliol de 2009, el mateix Taylor va afirmar en el judici, al Tribunal Especial per Sierra Leone amb el suport de l'ONU per a Sierra Leone a la Haia, que els agents de la CIA dels Estats Units l'havien ajudat a escapar de la presó de màxima seguretat a Boston el 1985. L'Agència d'Intel·ligència de Defensa dels Estats Units va fer confirmar que Taylor va començar a treballar amb la intel·ligència dels Estats Units en la dècada de 1980, però es va negar a donar detalls sobre quin paper exactament va jugar Taylor, argüint-lo com un afer de seguretat nacional.

## Guerra civil
Taylor va aconseguir fugir dels Estats Units i poc després se suposa que va anar a Líbia, on va ser sotmès a entrenament de guerrilla sota Muammar Gaddafi, convertint-se en el protegit de Gaddafi. Amb el temps, abandonà Líbia i viatjà a la Costa d'Ivori, on va fundar el Front Patriòtic Nacional de Libèria (National Patriotic Front of Liberia, NPFL).
Al desembre de 1989, Taylor va posar en marxa un aixecament armat finançat per Gaddafi de Costa d'Ivori a Libèria, per derrocar el règim de Doe, donant lloc a la Primera Guerra Civil Liberiana. El 1990, les seves forces aviat va controlar la major part del país. Aquest mateix any, Prince Johnson, un alt comandant del NPFL de Taylor, es va separar i va formar l'Independent National Patriotic Front of Liberia (INPFL). El setembre del 1990, Johnson va capturar Monròvia, Taylor privar de la victòria absoluta. Doe va ser capturat i torturat fins a la mort per Johnson i les seves forces, el que resulta en una fragmentació política violenta del país. La guerra civil va esdevenir un conflicte ètnic, amb set faccions que lluiten pel control dels recursos de Libèria (especialment mineral de ferro, diamants, fusta i cautxú).
D'acord amb un article de 2 de juny de 1999 a The Virginian-Pilot, Taylor tenia estretes relacions comercials amb el tele-predicador estatunidenc Pat Robertson durant la guerra civil i va donar a Robertson els drets sobre una mina de diamants de Libèria. Segons dos pilots d'Operation Blessing International que van informar d'aquest incident a la Mancomunitat de Virgínia per a la investigació el 1994, Robertson va utilitzar els seus avions d'Operation Blessing per a transportar equips d'extracció de diamants a les seves noves mines a Libèria, malgrat el fet que Robertson estava dient als espectadors de 700 Club que els avions estaven enviant subministraments de socors a les víctimes del genocidi a Ruanda. La investigació posterior de la Mancomunitat de Virgínia va arribar a la conclusió que Robertson va desviar donacions del seu ministeri a l'operació d'extracció de diamants de Libèria, però el Fiscal General de Virgínia Mark Earley bloqueja tot possible enjudiciament contra Robertson, com també es van enviar els subministraments d'ajuda.

## Presidència
Després que el final oficial de la guerra civil el 1996, Taylor es va postular per a president a les eleccions generals de 1997 en que feu campanya amb l'esgarrifós eslògan "Va matar ma mare, va matar mon pare, però votaré per ell." Les eleccions van ser supervisades per la Missió d'Observadors de les Nacions Unides a Libèria, juntament amb una contingent de la Comunitat Econòmica dels Estats de l'Àfrica Occidental. Taylor va guanyar les eleccions en un lliscament de terra, obtenint el 75% dels vots. Tot i que l'elecció va ser àmpliament explicada com a lliures i justes per observadors internacionals, Taylor tenia un gran avantatge d'entrar en l'elecció. Ja havia assumit el control de l'antiga estació de la ràdio estatal, que es referia a ell com "La seva Excel·lència". A més, existia el temor generalitzat que Taylor es reprendria la guerra si perdia.
Durant el seu temps en el càrrec, Taylor desballestà les Forces Armades de Libèria, desestimant 2.400-2.600 de l'antic personal, molts dels quals eren d'ètnia krahn portats per l'ex president Doe. En el seu lloc, es va instal·lar la Unitat Antiterrorista, la Divisió d'Operacions Especials de la Policia Nacional de Libèria (Liberian National Police, LNP), que va utilitzar com el seu propi exèrcit privat.
durant la seva presidència de Taylor es denuncià a bastament la seva participació en la guerra civil de Sierra Leone. Se l'acusà d'ajudar els rebels del Front Revolucionari Unit (FRU) a través de les vendes d'armes a canvi de diamants de sang. A causa d'un embargament de l'ONU contra la venda d'armes a Libèria en el moment, aquestes armes van ser comprades en gran manera en el mercat negre a través de contrabandistes d'armes, com Viktor Bout. A més, va ser acusat d'ajudar i instigar atrocitats del RUF contra civils que van deixar milers de morts o mutilats, amb un nombre desconegut de persones segrestades i torturades. D'altra banda, va ser acusat d'ajudar el RUF en el reclutament de nens soldats. A més d'ajudar el RUF en aquests actes, segons els informes, Taylor va dirigir personalment les operacions del RUF a Sierra Leone.
Taylor va obtenir l'assessorament espiritual de l'evangelista Kilari Anand Paul. Com a president, fou conegut pel seu estil extravagant. En ser acusat per l'ONU de traficar amb armes i diamants durant la seva presidència, va aparèixer públicament en totes les túniques blanques i pregar a Déu pel perdó, mentre que al mateix temps negà els càrrecs. També es va informar que va dir que "Jesucrist va ser acusat de ser un assassí en el seu temps.”

### Rebel·lió i acusació
El 1999 s'inicià una rebel·lió contra Taylor va començar al nord de Libèria, dirigit per un grup autodenominat Liberians United for Reconciliation and Democracy (LURD). Aquest grup va ser acusat sovint d'atrocitats, i es creu que rebé el suport del govern de la veïna Guinea. Aquest aixecament va marcar l'inici de la Segona Guerra Civil Liberiana.
A principis de 2003, el LURD havia guanyat el control del nord de Libèria. Aquell any sorgí al sud de Libèria un segon grup rebel amb el suport de Costa d'Ivori, el Movement for Democracy in Liberia (MODEL), que aconseguí èxits ràpids. A l'estiu, el govern de Taylor controlava només un terç de Libèria: Monròvia i el centre del país.
El 7 de març de 2003, el Tribunal Especial per a Sierra Leone (Special Court for Sierra Leone, SCSL) va emetre una acusació segellada per Taylor. A principis d'aquell any, les forces liberianes havien matat Sam Bockarie, destacat membre del Front Revolucionari Unit (RUF) a Sierra Leone, en un tiroteig en virtut d'ordres de Taylor. Alguns han afirmat que Taylor ordenà matar a Bockarie amb l'objectiu d'evitar que Bockarie testifiqués contra ell al Tribunal Especial.
El juny de 2003, el fiscal de la Cort Especial sense segellar l'acusació i va anunciar públicament que Taylor estava acusat de crims de guerra. L'acusació va afirmar que Taylor va crear i va donar suport als rebels del Front Revolucionari Unit de Sierra Leone, que van ser acusats d'una sèrie d'atrocitats, incloent l'ús de nens soldats. El fiscal també va dir que l'administració de Taylor havia albergat els membres d'Al-Qaida buscats a relació amb els atemptats amb bomba contra les ambaixades dels Estats Units a Kenya i Tanzània el 1998.
L'acusació va ser revelada durant la visita oficial de Taylor a Ghana, on participava en converses de pau amb els funcionaris del MODEL i del LURD. Amb el suport del llavors president de Sud-àfrica, Thabo Mbeki, i en contra de la insistència de Sierra Leone president Ahmad Tejan Kabbah, Ghana es va negar a detenir Taylor, que va tornar a Monròvia.

### Renúncia
Durant la seva absència de les converses de pau a Ghana, es va al·legar que el govern dels Estats Units va instar el vicepresident Moses Blah per prendre el poder. Al seu retorn, Taylor rellevà breument Blah del seu càrrec, només per reintegrar-lo als pocs dies.
Al juliol de 2003, el LURD iniciar el setge de Monròvia, i es lliuraren diverses batalles sagnants com les forces de Taylor van detenir rebel intenta capturar la ciutat. La pressió sobre Taylor augmentà perquè el president dels Estats Units George W. Bush va declarar que Taylor "ha d'abandonar Libèria" dues vegades aquell mes. El 9 de juliol, el president de Nigèria, Olusegun Obasanjo oferí a Taylor l'exili del seu país amb la condició que Taylor romangués allunyat de l'activitat política liberiana. Taylor va insistir que renunciaria només si els Estats Units desplegaven tropes depacificació a Libèria. Bush reclamà públicament a Taylor la seva renúncia i abandonó del país per a considerar qualsevol participació dels Estats Units en el conflicte. Mentrestant, diversos estats africans, en particular, la Comunitat Econòmica dels Estats d'Àfrica Occidental (CEDEAO), sota el lideratge de Nigèria, van enviar tropes sota la bandera de la ECOMIL a Libèria. El suport logístic va ser proveït per una companyia de Califòrnia anomenada PAE Government Services Inc., que gaudí d'un contracte de 10 milions de dolars de part del Departament d'Estat dels Estats Units. El 6 d'agost, un equip d'avaluació militar dels Estats Units de 32 membres van ser desplegats com a enllaç amb les tropes de la CEDEAO.
El 10 d'agost, Taylor va aparèixer a la televisió nacional per anunciar que renunciaria al següent dia delegant el poder al vicepresident Blah criticant durament als Estats Units en el seu discurs de comiat, dient que la insistència de l'administració Bush en que abandonés el país danyaria a Libèria.
L'11 d'agost, Taylor va renunciar, amb Blah presidint el país fins que s'establí un govern de transició el 14 d'octubre. En el lliurament de poders hi hagué John Kufuor president de Ghana, Thabo Mbeki, president de Sud-àfrica, i de Joaquim Chissano president de Moçambic, que representen a tots els consells regionals africans. Els EUA portaren la Joint Task Force Liberia's Amphibious Ready Group tres vaixells de guerra amb 2.300 Marines a la costa liberiana. Taylor volà a Nigèria, on el govern de Nigèria li proporcionà allotjament a ell i el seu seguici a Calabar.

## Exili i arrest
Al novembre de 2003, el Congrés dels Estats Units va aprovar un projecte de llei que incloïa una recompensa de dos milions de dòlars per la captura de Taylor. Mentre que l'acord de pau havia garantit Taylor un exili segur a Nigèria, també requeria que aquest no tractés d'influir en la política de Libèria, requisit que els crítics afirmaren que ignorà. El 4 de desembre, la Interpol va emetre una "avís vermell" en relació amb Taylor, el que suggereix que els països tenen el deure d'arrestar. Taylor fou inclòs a la llista de més buscats per la Interpol, declarant-lo buscat per crims de lesa humanitat i violacions de la Quarta Convenció de Ginebra de 1949, i tenint en compte que havia de ser considerat perillós. Nigèria va declarar que no se sotmetria a les demandes de la Interpol, acordant només lliurar a Taylor a Libèria en el cas que el president de Libèria en sol·licités el retorn.
El 17 de març de 2006, Ellen Johnson Sirleaf, recentment elegida presidenta de Libèria, va presentar una sol·licitud oficial a Nigèria per a l'extradició de Taylor. Aquesta petició va ser concedida el 25 de març, pel qual Nigèria va accedir a alliberar Taylor per ser jutjat en el Tribunal Especial per a Sierra Leone (TESL). Nigèria va estar d'acord només per alliberar Taylor i no extradir-lo, ja que no estava vigent cap tractat d'extradició entre els dos països.
Tres dies després de Nigèria anunciés la seva intenció de lliurar-lo a Libèria, Taylor va desaparèixer de la vila costanera on havia estat vivint a l'exili. El president de Nigèria, Olusegun Obasanjo, tenia previst reunir-se amb el president Bush, menys de 48 hores després d'informar-se de la desaparició de Taylor. Es va especular que Bush es negava a reunir-se amb Obasanjo si Taylor no era detingut. Menys de 12 hores abans de la reunió programada entre els dos caps d'Estat, es va informar que Taylor havia estat detingut camí de Libèria. El 29 de març, Taylor va tractar de travessar la frontera amb Camerun a través de la ciutat fronterera de Gamboru al nord-est de Nigèria. El seu Range Rover amb plaques diplomàtiques de Nigèria va ser detingut pels guàrdies fronterers, i la identitat de Taylor va ser finalment establerta. Departament d'Estat dels Estats Units més tard el personal va informar que es van trobar quantitats significatives de diners en efectiu i heroïna en el vehicle.
En arribar a l'aeroport Roberts a Harbel, Libèria, Taylor va ser arrestat i emmanillat per agents del LNP, qui traslladà immediatament la custòdia de Taylor a la Missió de les Nacions Unides a Libèria (UNMIL). Soldats irlandesos de la UNMIL escortaren a Taylor a bord d'un helicòpter de l'ONU a Freetown, Sierra Leone, on va ser lliurat al Tribunal Especial.
L'octubre de 2021, Charles Taylor, condemnat a 50 anys de presó per crims contra la humanitat el 2012 pel seu paper durant la guerra civil a Sierra Leone, va presentar una querella contra Libèria per "impagament de la seva jubilació". Aquesta denúncia es va presentar davant el Tribunal de Justícia de la Comunitat Econòmica dels Estats de l'Àfrica Occidental (CEDEAO).

## Judici

Taulell d'anuncis documentant el cas de Charles Taylor

El fiscal del SCSL va acusar Taylor el 3 de març de 2003 de disset càrrecs per crims de guerra i crims contra la humanitat comesos durant el conflicte a Sierra Leone. El 16 de març de 2006, un jutge del SCSL va donar permís per a esmenar l'acusació contra Taylor. Sota l'acusació esmenada, Taylor va ser acusat d'onze càrrecs. En la compareixença inicial de Taylor davant el tribunal el 3 d'abril de 2006, es va declarar no culpable.
A principis de juny de 2006, la decisió sobre la conveniència de celebrar el judici de Taylor a Freetown o a Leidschendam encara no havia estat feta pel nou president TESL, George Gelaga King. El predecessor de King havia pressionat perquè el judici que se celebrés a l'estranger per por que un judici local seria políticament desestabilitzador en una zona on Taylor encara tenia influència. La Sala d'Apel·lació de la Cort Especial d'Apel·lacions va desestimar una moció presentada per la defensa de Taylor, que va argumentar que el seu client no podria tenir un judici just allà i també volia que el Tribunal Especial de retirar la sol·licitud de traslladar el judici a Leidschendam.
El 15 de juny de 2006, el govern del Regne Unit va acceptar l'empresonament de Taylor al Regne Unit en el cas que fos condemnat pel Tribunal Especial. Així es va complir una condició establerta pel govern holandès, que havia indicat que estaven disposats a acollir el judici, però que no volia que complís condemna al seu territori en cas de ser declarat culpable. La ministra de Relacions Exteriors britànica, Margaret Beckett, va declarar que seria necessària la nova legislació per donar cabuda a aquesta disposició. A l'espera de la seva extradició als Països Baixos, Taylor fou detingut en una presó de l'ONU a Freetown.
El 16 de juny de 2006, el Consell de Seguretat de les Nacions Unides va aprovar per unanimitat permetre a Taylor que fos enviat a Leidschendam per a ser jutjat; el 20 de juny de 2006, Taylor va ser extradit i traslladat en avió a l'aeroport de Rotterdam als Països Baixos. Essent detingut i reclòs al centre de detenció de la Cort Penal Internacional, amb seu a Scheveningen secció de la Haia.> L'Associació per a la Defensa Legal de Charles G. Taylor es va establir el juny de 2006 per ajudar a la seva defensa legal.
A l'obertura del judici de Taylor el 4 de juny de 2007, Taylor va boicotejar el procediment i no estava present. A través d'una carta que va ser llegida pel seu advocat davant del tribunal, justificà la seva absència al·legant que en aquest moment no se li garantia un judici just i imparcial.
El 20 d'agost de 2007, la defensa de Taylor ara dirigida per Courtenay Griffiths va obtenir un ajornament del judici fins al 7 de gener del 2008. Durant el judici, el fiscal en cap va al·legar que un testimoni clau que va testificar contra Taylor va passar a la clandestinitat després d'haver estat amenaçat per testificar en contra de Taylor. D'altra banda, Joseph "Zigzag" Marzah, un ex comandant militar, va declarar que Charles Taylor va celebrar el seu estat acabat de descobrir durant la guerra civil ordenant sacrificis humàns, incloent-hi els assassinats d'opositors i aliats que a criteri de Taylor eren traidors a la seva causa, i per enterrar viva una dona embarassada a la sorra. Marzah també va acusar Taylor de forçar el canibalisme dels seus soldats per tal de terroritzar als seus enemics.
El gener de 2009, la fiscalia va acabar de presentar les seves proves en contra de Taylor i va tancar el cas el 27 de febrer de 2009. El 4 de maig de 2009, fou arxivada una moció de la defensa per a un judici sobre l'absolució, i els arguments en defensa de Taylor començaren el juliol de 2009. Taylor va testificar en la seva pròpia defensa des de juliol fins a novembre de 2009. La defensa finalitzà el seu cas el 12 de novembre de 2010, amb els arguments finals fixats per a principis de febrer de 2011.
El 8 de febrer de 2011, el tribunal de primera instància va dictaminar en una decisió 2 a 1 que no acceptaria sumari del judici de Taylor, ja que el sumari no s'havia presentat a la data límit de 14 de gener. En resposta, Taylor i el seu advocat van boicotejar el judici i es va negar una ordre del tribunal per iniciar els arguments finals. Aquest boicot es va produir poc després de la filtració de documents diplomàtics dels Estats Units de 2010 feta per Wikileaks, en què els Estats Units va discutir la possibilitat d'extradir Taylor per al seu enjudiciament als Estats Units en el cas de la seva absolució pel Tribunal Especial. L'advocat de Taylor va citar el cable filtrat i la decisió de la cort com a evidència d'una conspiració internacional contra Taylor.
L'11 de març acabaren els arguments finals i es va anunciar que el tribunal començaria el procés per arribar a un veredicte. El veredicte va ser anunciat a Leidschendam el 26 d'abril del 2012. El Tribunal Especial va dictaminar per unanimitat que era culpable dels 11 càrrecs de "complicitat" en crims de guerra i crims contra la humanitat. Taylor va ser declarat culpable dels següents 11 càrrecs:
| Número | Crime | Tipus* | Resultat |
| Terroritzar la població civil i càstics col·lectius | |        |          |
| 1 | Actes de terrorisme | CG     | Culpable |
| Morts il·legals | |        |          |
| 2 | Assassinat | CCH    | Culpable |
| 3 | Violència contra la vida, salut i benestar físic o mental de les persones, particularment l'assassinat                                | CG     | Culpable |
| Violència sexual | |        |          |
| 4 | Violació | CCH    | Culpable |
| 5 | Esclavatge sexual i altres formes de violència sexual                                                                                 | CCH    | Culpable |
| 6 | Atemptats contra la dignitat personal                                                                                                 | CG     | Culpable |
| Violència física | |        |          |
| 7 | Violència contra la vida, salut i benestar físic o mental de les persones, particularment tracte cruel                                | CG     | Culpable |
| 8 | Altres actes inhumans | CCH    | Culpable |
| Ús de nens soldats | |        |          |
| 9 | Reclutar o allistar nens menors de 15 anys en les forces armades o grups o utilitzar-los per participar activament en les hostilitats | VDHI   | Culpable |
| Abductions and forced labor | |        |          |
| 10 | Esclavatge | CCH    | Culpable |
| Looting | |        |          |
| 11 | Pillatge | CG     | Culpable |
| *Explicació dels tipus de crims: CCH = crims contra la humanitat CG = Violació de l'article 3 comú als Convenis de Ginebra i del Protocol addicional II (crims de guerra) VDHI = Altres violacions greus del dret humanitari internacional | |        |          |

En la seva opinió, Taylor va afirmar que era una víctima, va negar els càrrecs i va comparar les seves accions de tortura i crims contra la humanitat a les accions de George W. Bush en la guerra contra el terrorisme. Les alegacions a la sentència s'iniciaren el 3 de maig i es van donar a conèixer el 30 de maig. Taylor va ser condemnat a 50 anys de presó. La seva sentència va ser confirmada en l'apel·lació. Taylor va recórrer la sentència, però el 26 de setembre de 2013, el Tribunal de la Haia va confirmar la seva culpabilitat i la pena de 50 anys de presó. Ha de complir la seva sentència en una presó de màxima seguretat britànica, però que ara està tractant de ser transferit a una presó a Ruanda.
El govern de Sierra Leone va descriure la sentència com "un pas endavant en la mesura que s'ha fet justícia, encara que la magnitud de la sentència no està en consonància amb les atrocitats comeses".
El 15 d'octubre 2013 va ser transferit a la custòdia britànica, i va començar a complir la seva condemna a la presó de Frankland al nord-est d'Anglaterra.